# Regiomontanus-Haus (Königsberg in Bayern)

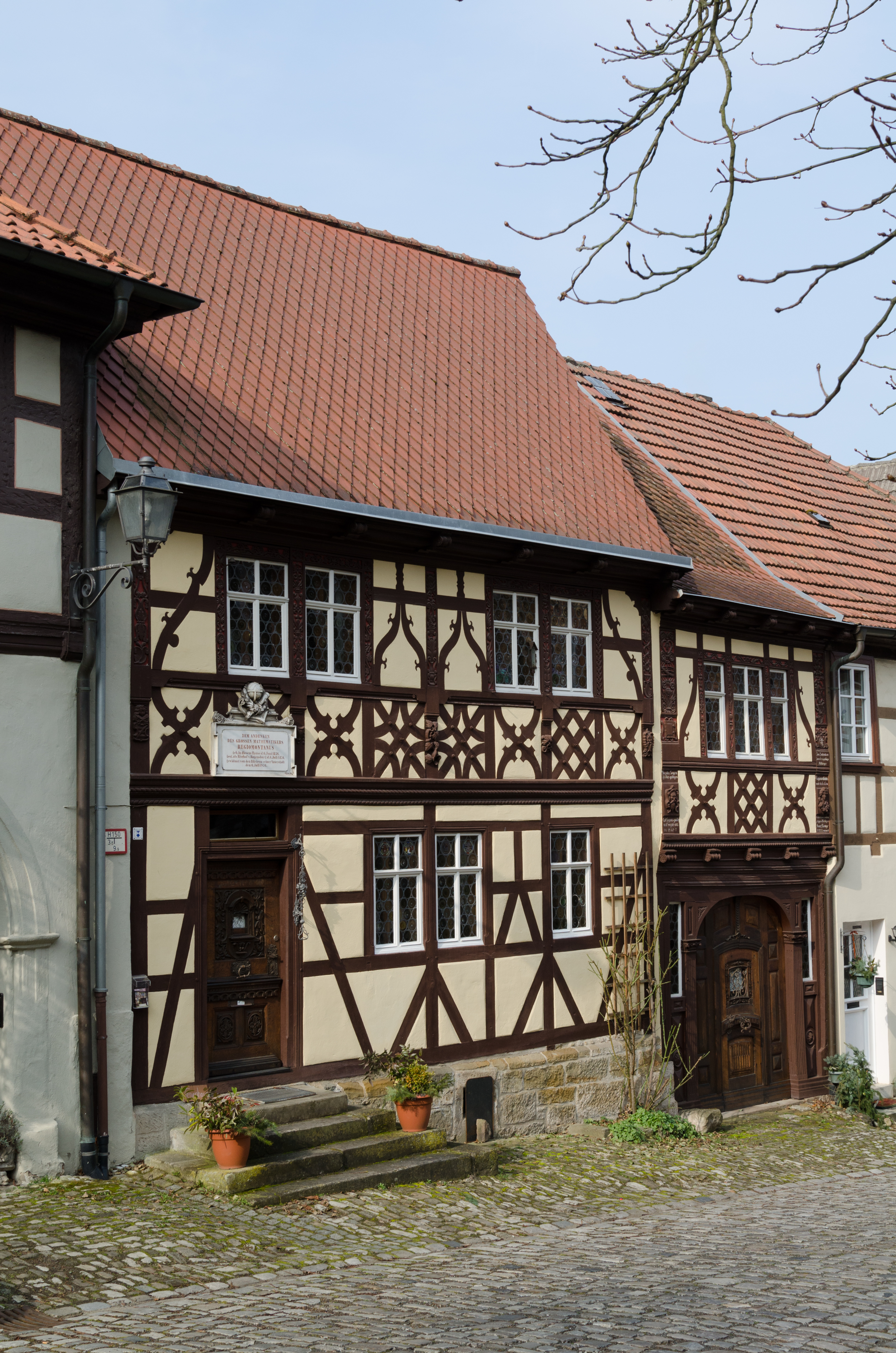
Regiomontanus-Haus in Königsberg

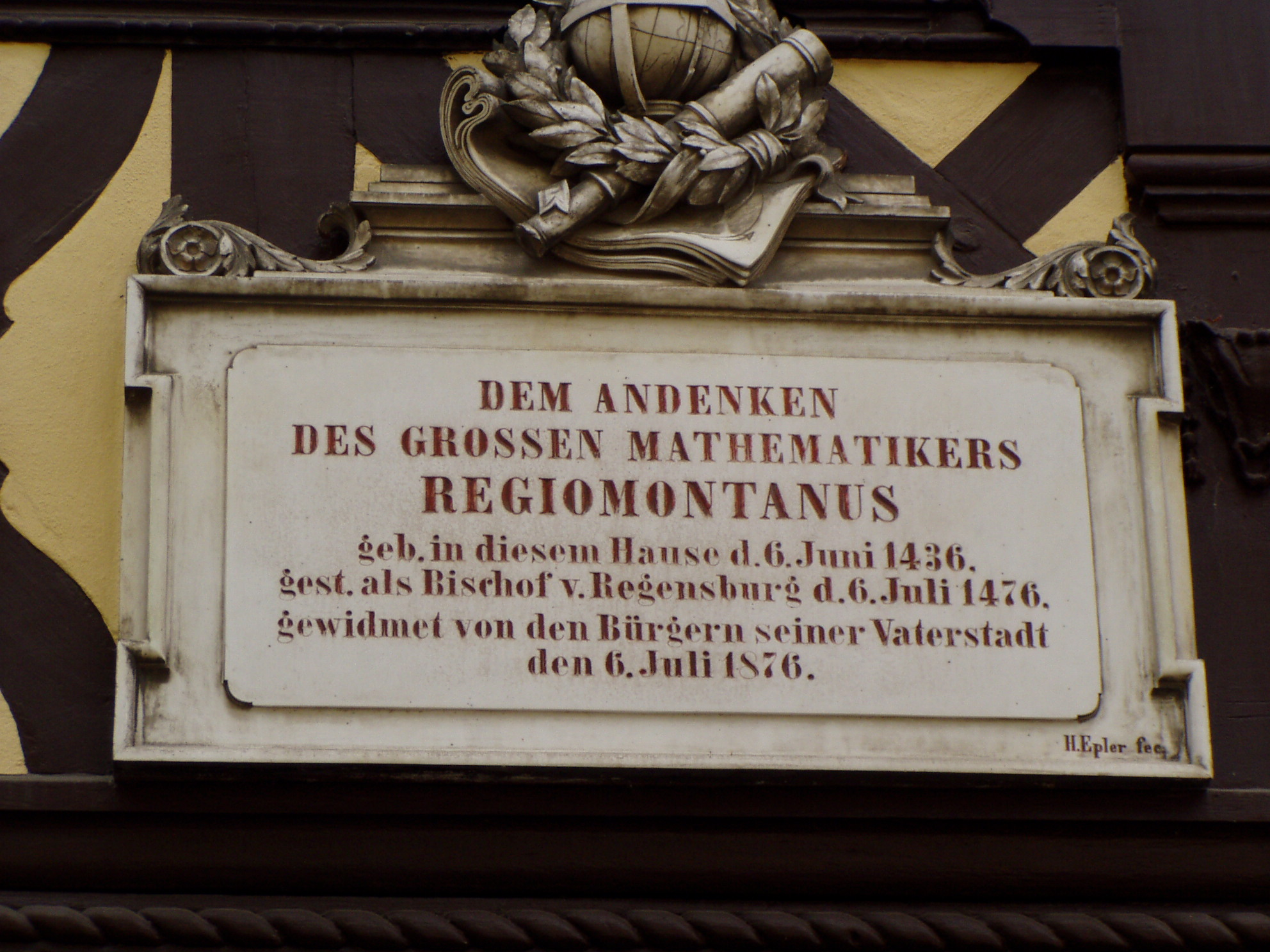
Gedenktafel für Regiomontanus

Das Regiomontanushaus ist ein Fachwerkhaus in Königsberg in Bayern, einer Stadt im unterfränkischen Landkreis Haßberge. Das am Salzmarkt 6 gelegene geschützte Baudenkmal wurde im Kern 1541 errichtet. Vermutlich wurde im Vorgängerbau der Astronom Regiomontanus geboren.

## Beschreibung
Das zweigeschossige und traufständige Satteldachhaus mit seitlichem Torhaus wurde 1881 im Stil der Neurenaissance verändert. Das Haus besitzt ein aufwendiges Fachwerk, Butzenscheibenfenster und ein reich verziertes Holztor. 
Die Besitzerin Uta Adams erhielt im Jahr 2012 die Denkmalschutzmedaille des Freistaates Bayern für die vorbildliche Renovierung des Baudenkmals. Heute wird es als Ferienhaus genutzt.